# Dara Howellová
Dara Howellová (* 23. srpna 1994 Huntsville) je kanadská akrobatická lyžařka, která se v roce 2014 stala historicky první olympijskou vítězkou ve slopestylu.
V dětství se věnovala alpskému lyžování a krasobruslení, od patnácti let se zaměřila na slopestyle. Získala stříbrnou medaili na mistrovství světa v akrobatickém lyžování 2013 a čtyři bronzové na X Games. Ve Světovém poháru vyhrála jeden závod, v roce 2013 v americkém Copper Mountain, a čtyřikrát stanula na stupních vítězů. Na olympiádě 2014 v Soči vyhrála kvalifikaci výkonem 88,80 bodu, ve finále získala 94,20 bodu a zvítězila s náskokem téměř devíti bodů před Devin Loganovou z USA. Svoji zlatou medaili věnovala reprezentační kolegyni Sarah Burkeové, která zemřela po pádu v tréninku v roce 2012.